# Paranavaí
Paranavaí é um município brasileiro localizado no Noroeste do estado do Paraná, principal centro da microrregião local. Sua altitude e de 425 m e sua área total é de 1 202,266 km². Em 2024, a sua população foi estimada em 95 525 habitantes, conforme dados do Instituto Brasileiro de Geografia e Estatística.

## História
Entre as mais jovens regiões do estado do Paraná a serem povoadas e colonizadas, como decorrência do ciclo do café, está a imensa zona situada a noroeste, nas bacias dos rios Ivaí e Paranapanema, nos limites do Paraná com o Mato Grosso do Sul.

### Período pré-colonial e colonial
No início do século XVI, espanhóis e portugueses fizeram suas primeiras penetrações, quase ao mesmo tempo, desencadeando as primeiras lutas pela posse efetiva da terra. Assim, o descobrimento, o desbravamento e o povoamento das terras que constituem hoje o estado do Paraná foram obra de castelhanos, portugueses e bandeirantes paulistas que, a partir de 1602, começaram a fazer suas primeiras "entradas" no "Sertão guairenho", trilhados ou caminhos fluviais e as "picadas" íngremes do sertão. Data do início dessas penetrações a abertura dos primitivos caminhos através do sertão conhecido pelas denominações de caminho de Peabiru, caminho fluvial do Rio Cubatão, de Itupeva e do "Arraial" e de Sorocaba a Viamão, por onde transitaram, no século XVI, expedições das mais diversas.
A partir de 1554, já existiam nas bacias dos rios Paranapanema, Ivaí, Tibagi, Piquiri e Paraná as "reduções" jesuíticas e as cidades da República do Guairá.
De qualquer forma, durante quase quatro séculos, a zona setentrional do Paraná ficou esquecida e abandonada, sendo visitada apenas por viajantes, bandeirantes e exploradores europeus.

### Primeiro núcleo populacional
A região onde hoje se encontra o município de Paranavaí pertenceu em épocas sucessivas do povoamento às comarcas de Tibagi, Londrina, Rolândia, Apucarana e Mandaguari. Até o ano de 1920, a zona era completamente desabitada, constituída de terras devolutas de propriedade do Estado. A partir desta data foi que iniciou o povoamento e colonização da região. O único meio de comunicação até então existente era uma estrada antiga que, partindo de Presidente Prudente, no estado de São Paulo, cruzava o rio Paranapanema, em sentido leste-oeste, atingindo a localidade, onde surgiu, mais tarde, o município de Paranavaí. O primeiro núcleo populacional surgiu na antiga "Fazenda Montoia", que se situava no mesmo local onde hoje se encontra a "Fazenda Experimental do Estado". Aí, em 1930, já existia um Cartório de Registro Civil, o que significa que Montoia, naquela época, já era Distrito judicial.

### Fazenda Velha Brasileira
A partir de 1930, o povoamento deslocou-se rapidamente para a "Fazenda Velha Brasileira" (atual zona urbana de Paranavaí), em cujas terras virgens e férteis foi plantado nada menos que um milhão de pés de café. A inesgotável exuberância da terra da "Fazenda Velha Brasileira" atraiu, em curto lapso de tempo, pessoas de todos os quadrantes do país, que vieram, de uma ou outra forma, contribuir para o progresso e desenvolvimento da cidade nascente. A "Fazenda Velha Brasileira" - surgindo sob inspiração de Dr. Lindolfo Collor, um dos líderes da Revolução de 1930 e autor da legislação trabalhista brasileira, veio a pertencer-lhe. Posteriormente foi transferida à "Companhia Braviaco".

### Colônia Paranavaí
Algum tempo mais tarde, por conta do "Decreto No. 800" de 8 de abril de 1931, assinado pelo General Mário Tourinho, então Interventor Federal do Paraná, as terras de Paranavaí voltaram ao domínio do Estado, sendo autorizado o seu loteamento. Data dessa época o início da decadência da povoação e da localidade. Devido à burocracia existente, verificou-se um verdadeiro êxodo na população, que abandonava o patrimônio para fixar-se noutra localidade. Somente a partir de 1944, reiniciou-se o loteamento sob orientação do Dr. Francisco de Almeida Faria, quando, então se acredita, a localidade recebeu a denominação de "Colônia Paranavaí", neologismo formado pela junção dos nomes dos rios Paraná e Ivaí.

### Estrada boiadeira
Considerando que a colônia estava ligada unicamente ao Estado de São Paulo, o interventor Manoel Ribas resolveu determinar a abertura de um picadão que, partindo de Arapongas, ligasse Paranavaí ao resto do estado. Esse caminho foi novamente aberto e melhorado em 1939 pelo Capitão Telmo Ribeiro, e desde a sua abertura foi conhecida pela denominação de Estrada Boiadeira. Em virtude da Companhia Colonizadora haver retirado o apoio à localidade, caiu o desanimo sobre a população, ao ponto de desaparecer completamente e ser extinto o Distrito de Montoia. Assim, em 1944, a população de Montoia era inferior à existente em 1930.

### Retomada do desenvolvimento
A partir de 1944, Paranavaí ressurgiu num surto de realizações e progresso sem interrupção, nem mesmo com as catastróficas geadas de 1953 e 1955. Para construir a primeira capela, foi derrubada a mata virgem. A primeira missa foi celebrada na casa de Waldomiro de Carvalho, nas proximidades da antiga estação Rodoviária. O fato ocorreu no dia 25 de dezembro de 1944, sendo celebrante o padre João Guerra.

### Criação do município
O município foi criado com o desmembramento de Mandaguari, pela Lei Estadual No. 790 de 14 de dezembro de 1951, e solenemente instalado em 14 de dezembro de 1952, com a posse do seu primeiro prefeito, o médico José Vaz de Carvalho, e instalação da Câmara Municipal. Na época de sua autonomia, o município de Paranavaí era formado apenas por dois distritos: Catarinenses e Porto São José.

### Novos municípios
O vertiginoso progresso do município foi de tal maneira impressionante que pela "Lei No. 253", de 26 de novembro de 1954, Paranavaí foi desmembrada, saindo do seu território os seguintes municípios autônomos: Querência do Norte, Santa Cruz de Monte Castelo, Santa Isabel do Ivaí, Loanda, Nova Londrina, Terra Rica, Paraíso do Norte, Tamboara e São Carlos do Ivaí. Em 1956, foi criada a "Comarca de Loanda", constituída dos cinco primeiros municípios, enquanto os outros foram instalados após a realização das eleições a 3 de outubro de 1955.

## Geografia

### Limites e subdivisões
O município tem como limites o estado de São Paulo a norte e os municípios de Santo Antônio do Caiuá, São João do Caiuá e Alto Paraná a leste, Tamboara, Nova Aliança do Ivaí e Mirador a sul e Amaporã, Guairaçá e Terra Rica a oeste.
O município se divide atualmente em cinco distritos: Paranavaí (sede), Cristo-Rei, Deputado José Alonso, Graciosa e Sumaré.

## Ensino superior e técnico
A cidade é considerada um polo da educação superior da região Noroeste do Paraná, com instituições como a Universidade Estadual do Paraná, que possui sete campi. Em 2013, o governador Beto Richa apresentou o projeto de lei 144/2013 que previa a efetiva criação da universidade e a definição da cidade de Paranavaí, como sede da reitoria da Unespar. O projeto foi aprovado por unanimidade na Assembleia Legislativa (por 46 votos a zero).

## Filhos ilustres
- Ver Paranavaienses notórios